# انتخابات مجلس الأمن التابع للأمم المتحدة
تجرى انتخابات مجلس الأمن التابع للأمم المتحدة سنويًا لاختيار أعضاء مجلس الأمن التابع للأمم المتحدة. ولكل دولة عضو في الأمم المتحدة صوت واحد.

## القائمة
- انتخابات مجلس الأمن التابع للأمم المتحدة (يناير) 1946
- انتخابات مجلس الأمن التابع للأمم المتحدة (نوفمبر) 1946
- انتخابات مجلس الأمن التابع للأمم المتحدة 1947
- انتخابات مجلس الأمن التابع للأمم المتحدة 1948
- انتخابات مجلس الأمن التابع للأمم المتحدة 1949
- انتخابات مجلس الأمن التابع للأمم المتحدة 1950
- انتخابات مجلس الأمن التابع للأمم المتحدة 1951
- انتخابات مجلس الأمن التابع للأمم المتحدة 1952
- انتخابات مجلس الأمن التابع للأمم المتحدة 1953
- انتخابات مجلس الأمن التابع للأمم المتحدة 1954
- انتخابات مجلس الأمن التابع للأمم المتحدة 1955
- انتخابات مجلس الأمن التابع للأمم المتحدة 1956
- انتخابات مجلس الأمن التابع للأمم المتحدة 1957
- انتخابات مجلس الأمن التابع للأمم المتحدة 1958
- انتخابات مجلس الأمن التابع للأمم المتحدة 1959
- انتخابات مجلس الأمن التابع للأمم المتحدة 1960
- انتخابات مجلس الأمن التابع للأمم المتحدة 1961
- انتخابات مجلس الأمن التابع للأمم المتحدة 1962
- انتخابات مجلس الأمن التابع للأمم المتحدة 1963
- انتخابات مجلس الأمن التابع للأمم المتحدة 1964
- انتخابات مجلس الأمن التابع للأمم المتحدة 1965
- انتخابات مجلس الأمن التابع للأمم المتحدة 1966
- انتخابات مجلس الأمن التابع للأمم المتحدة 1967
- انتخابات مجلس الأمن التابع للأمم المتحدة 1968
- انتخابات مجلس الأمن التابع للأمم المتحدة 1969
- انتخابات مجلس الأمن التابع للأمم المتحدة 1970
- انتخابات مجلس الأمن التابع للأمم المتحدة 1971
- انتخابات مجلس الأمن التابع للأمم المتحدة 1972
- انتخابات مجلس الأمن التابع للأمم المتحدة 1973
- انتخابات مجلس الأمن التابع للأمم المتحدة 1974
- انتخابات مجلس الأمن التابع للأمم المتحدة 1975
- انتخابات مجلس الأمن التابع للأمم المتحدة 1976
- انتخابات مجلس الأمن التابع للأمم المتحدة 1977
- انتخابات مجلس الأمن التابع للأمم المتحدة 1978
- انتخابات مجلس الأمن التابع للأمم المتحدة 1979
- انتخابات مجلس الأمن التابع للأمم المتحدة 1980
- انتخابات مجلس الأمن التابع للأمم المتحدة 1981
- انتخابات مجلس الأمن التابع للأمم المتحدة 1982
- انتخابات مجلس الأمن التابع للأمم المتحدة 1983
- انتخابات مجلس الأمن التابع للأمم المتحدة 1984
- انتخابات مجلس الأمن التابع للأمم المتحدة 1985
- انتخابات مجلس الأمن التابع للأمم المتحدة 1986
- انتخابات مجلس الأمن التابع للأمم المتحدة 1987
- انتخابات مجلس الأمن التابع للأمم المتحدة 1988
- انتخابات مجلس الأمن التابع للأمم المتحدة 1989
- انتخابات مجلس الأمن التابع للأمم المتحدة 1990
- انتخابات مجلس الأمن التابع للأمم المتحدة 1991
- انتخابات مجلس الأمن التابع للأمم المتحدة 1992
- انتخابات مجلس الأمن التابع للأمم المتحدة 1993
- انتخابات مجلس الأمن التابع للأمم المتحدة 1994
- انتخابات مجلس الأمن التابع للأمم المتحدة 1995
- انتخابات مجلس الأمن التابع للأمم المتحدة 1996
- انتخابات مجلس الأمن التابع للأمم المتحدة 1997
- انتخابات مجلس الأمن التابع للأمم المتحدة 1998
- انتخابات مجلس الأمن التابع للأمم المتحدة 1999
- انتخابات مجلس الأمن التابع للأمم المتحدة 2000
- انتخابات مجلس الأمن التابع للأمم المتحدة 2001
- انتخابات مجلس الأمن التابع للأمم المتحدة 2002
- انتخابات مجلس الأمن التابع للأمم المتحدة 2003
- انتخابات مجلس الأمن التابع للأمم المتحدة 2004
- انتخابات مجلس الأمن التابع للأمم المتحدة 2005
- انتخابات مجلس الأمن التابع للأمم المتحدة 2006
- انتخابات مجلس الأمن التابع للأمم المتحدة 2007
- انتخابات مجلس الأمن التابع للأمم المتحدة 2008
- انتخابات مجلس الأمن التابع للأمم المتحدة 2009
- انتخابات مجلس الأمن التابع للأمم المتحدة 2010
- انتخابات مجلس الأمن التابع للأمم المتحدة 2011
- انتخابات مجلس الأمن التابع للأمم المتحدة 2012
- انتخابات مجلس الأمن التابع للأمم المتحدة 2013
- انتخابات مجلس الأمن التابع للأمم المتحدة 2014
- انتخابات مجلس الأمن التابع للأمم المتحدة 2015
- انتخابات مجلس الأمن التابع للأمم المتحدة 2016
- انتخابات مجلس الأمن التابع للأمم المتحدة 2017
- انتخابات مجلس الأمن التابع للأمم المتحدة 2018
- انتخابات مجلس الأمن التابع للأمم المتحدة 2019
- انتخابات مجلس الأمن التابع للأمم المتحدة 2020
- انتخابات مجلس الأمن التابع للأمم المتحدة 2021
- انتخابات مجلس الأمن التابع للأمم المتحدة 2022
- انتخابات مجلس الأمن التابع للأمم المتحدة 2023
- انتخابات مجلس الأمن التابع للأمم المتحدة 2024
- انتخابات مجلس الأمن التابع للأمم المتحدة 2025
- انتخابات مجلس الأمن التابع للأمم المتحدة 2026